# Rhodotarzetta rosea
Rhodotarzetta rosea är en svampart som först beskrevs av Rea, och fick sitt nu gällande namn av Dissing & Sivertsen 1983. Rhodotarzetta rosea ingår i släktet Rhodotarzetta och familjen Pyronemataceae.  Arten är reproducerande i Sverige. Inga underarter finns listade i Catalogue of Life.